# مايكل كلايتون
مايكل كلايتون (بالإنجليزية: Michael Clayton)‏ فيلم إثارة قانوني أمريكي أُنتج عام 2007 كتبه وأخرجه توني جيلروي في أول ظهور له في الإخراج الطويل وهو من بطولة جورج كلوني وتوم ويلكينسون وتيلدا سوينتون وسيدني بولاك. يروي الفيلم محاولات المحامي مايكل كلايتون للتعامل مع الانهيار العقلي الواضح لزميله والفساد والمكائد المحيطة بعميل رئيسي لشركته القانونية تتم مقاضاته في دعوى جماعية بشأن آثار الكيماويات الزراعية السامة.

## القصة
شركة محاماة تجلب مصلحها الخاص لتصحيح الوضع بعد انهيار محامي كان يمثل شركة كيماويات انه يعرف انها مذنبة في دعوي بمليارات الدولارات.

## طاقم التمثيل
- جورج كلوني
- توم ويلكينسون
- تيلدا سوينتون
- سيدني بولاك

## وصلات خارجية
- مايكل كلايتون على موقع IMDb (الإنجليزية)
- مايكل كلايتون على موقع ميتاكريتيك (الإنجليزية)
- مايكل كلايتون على موقع الموسوعة البريطانية (الإنجليزية)
- مايكل كلايتون على موقع روتن توميتوز (الإنجليزية)
- مايكل كلايتون على موقع نتفليكس (الإنجليزية)
- مايكل كلايتون على موقع قاعدة بيانات الأفلام العربية
- مايكل كلايتون على موقع ألو سيني (الفرنسية)
- مايكل كلايتون على موقع Turner Classic Movies (الإنجليزية)
- مايكل كلايتون على موقع أول موفي (الإنجليزية)
- مايكل كلايتون على موقع بوكس أوفيس موجو (الإنجليزية)